# Bob Kaufman
Bob Kaufman, all'anagrafe Robert Garnell Kaufman (New Orleans, 18 aprile 1925 – San Francisco, 12 gennaio 1986), è stato un poeta statunitense della Beat Generation. In Francia, per la sua poesia ma anche per le sue vicende biografiche, è stato soprannominato "il Rimbaud nero".

## Biografia
Kaufman nacque a New Orleans in Louisiana nel 1925. Proprio in quel periodo la città stava vivendo lo sviluppo del jazz e tutta l'opera di Kaufman è impregnata di questa particolare atmosfera culturale. Era il decimo di tredici fratelli, suo padre era un ebreo tedesco che lavorava come autista di pullman e sua madre una creola cattolica dell'isola di Martinica; inoltre sembra che sua nonna materna praticasse il voodoo. All'età di 13 Kaufman viene assunto nella Marina mercantile degli Stati Uniti. Dopo essere sopravvissuto a quattro naufragi, lasciò la Marina per studiare letteratura alla New School di New York. Qui conobbe William S. Burroughs, Gregory Corso e Allen Ginsberg.
Nel 1944 Kaufman sposò Ida Berrocal, da cui ha avuto una figlia, Antoinette Victoria Marie, nata a New York nel 1945 (morta nel 2008). Nel 1958 Kaufman sposò Eileen Singe, a cui rimase legato fino alla morte, da cui ebbe un figlio.
Nel 1948 Kaufman lavorò alla campagna elettorale per le elezioni presidenziali a favore del Partito Progressista di Henry A. Wallace. Durante la campagna fu arrestato e portato in prigione.
Nel 1958 Kaufman si trasferì a San Francisco, nel quartiere italiano North Beach, centro della subcultura americana e dove si trova la libreria City Lights di Lawrence Ferlinghetti. Come altri artisti Beat, Kaufman diventò buddhista. Nel 1959, insieme a Allen Ginsberg, John Kelly, William Margolis e A. D. Winans, fu uno dei fondatori della rivista Beatitude, per la quale fu anche redattore.
La vita di Kaufman è stata piena di sofferenza. Nei suoi anni a New York oscillava tra povertà, dipendenze e la prigione. A San Francisco era vittima di molestie e violenza da parte della polizia locale, semplicemente perché recitava poesie a voce alta in pubblico. Nel 1959, all'apice della cultura Beat, fu arrestato ben 39 volte con l'accusa di disordini. In uno dei suoi soggiorni in carcere, scrisse le Jail Poems, una raccolta di poesie/pensieri, uno per ogni giorno passato in prigione.
Nel 1959, Kaufman ebbe una piccola parte nel film The Flower Thief, che fu girato a North Beach da Ron Rice. Nel 1961 viene candidato al prestigioso Guiness Award britannico, vinto quell'anno da T. S. Eliot. È apparso quattro volte nel The Tonight Show Starring Johnny Carson tra il 1970 e il 1971.
Nel 1967, dopo la pubblicazione della raccolta The Golden Sardine gli fu dedicato da L'Herne un quaderno (condiviso con William Burroughs e Claude Pélieu) che gli diede notorietà in Francia. Pélieu successivamente tradusse altre opere di Kaufman in francese.
Nel 1963 a New York fu arrestato per aver camminato sul prato del Washington Square Park e incarcerato a Rikers Island, poi fu mandato all'ospedale psichiatrico di Bellevue per "problemi mentali" dove subì trattamenti di elettroshock che influenzarono gravemente la sua già squallida prospettiva sulla società. Kaufman face voto di silenzio dopo l'assassinio di John F. Kennedy, lo portò avanti fino alla fine dell'impegno statunitense in Vietnam nel 1973; appena venne a sapere della fine della guerra entrò in un bar declamando All Those Ships That Never Sailed.
In un'intervista, Ken Kesey descrisse la visione di Bob Kaufman nelle strade di North Beach durante una visita in città con la sua famiglia negli anni '50:
("Ken Kesey", Digital Interviews (September 2000))
Nella parte finale della sua vita Kaufman si isolò sempre di più; nel 1978 fece un altro voto di silenzio che non infranse fino alla morte. Kaufman passò, per la gran parte, il resto della sua vita a San Francisco. Morì il 12 gennaio 1986, all'età di 60 anni, per un enfisema complicato dalla cirrosi.

## La poesia
Kaufman trasse ispirazione dalle opere di autori quali Guillaume Apollinaire, Aimé Césaire, Hart Crane, Frantz Fanon, Federico Garcia Lorca, Nicolás Guillén, Langston Hughes, Herman Melville, Arthur Rimbaud, Gertrude Stein e Walt Whitman. Il suo primo contatto con la letteratura lo ha sulle navi, grazie a un ufficiale che gli fornisce libri, tra cui quelli di Jack London.
Paragonò le sue opere alle improvvisazioni dei musicisti jazz, in particolare a quelle di Charlie Parker, per il quale Kaufman nutriva una grande stima, tanto da dare il nome Parker a suo figlio. Si può dire che Kaufman nelle sue poesie richiami i ritmi della musica jazz, facendo anche ampio uso dello slang di quel gruppo sociale e culturale. Rispetto agli altri artisti della Beat Generation, Kaufman si distingue per la sua forte componente africana: il coinvolgimento nella musica jazz; i suoi numerosi viaggi per mare, anche verso l'Africa occidentale; la decolonizzazione, molto calda negli anni di attività di Kaufman così come la predicazione di figure come Malcolm X.
Kaufman espresse spesso il desiderio di essere dimenticato sia come poeta sia come persona. Bob declamava le sue poesie e i suoi manifesti nei luoghi pubblici, nei bar, per strada. Raramente scriveva le sue poesie; la maggior parte di quelle che ci sono pervenute sono sopravvissute grazie al prezioso lavoro di sua moglie Eileen, che trascriveva ciò che egli esprimeva a voce. Altro importantissimo contributo alla preservazione dell'opera di Kaufman lo ha fornito Lawrence Ferlinghetti, che fu suo editore: egli racconta che ottenne le poesie poi pubblicate nella raccolta The Ancient Rain rovistando nell'appartamento di Kaufman dopo un incendio.
La sua poesia aveva il tono e il ritmo della musica jazz. Il critico Raymond Foye scrisse di lui: "Adattando le complessità armoniche e l'invenzione spontanea del bebop all'eufonia e alla metrica della poesia, egli è divenuto la quintessenza del poeta jazz."
Il poeta Jack Micheline disse di Kaufman: "Ho trovato che la sua opera è essenzialmente improvvisazione, e rende al meglio se accompagnato dalla musica jazz. La sua tecnica somiglia a quella dei poeti di scuola surrealista che vanno dal potente, visionario lirismo di satirica, quasi dadaistica tendenza, al tono più profetico che si può trovare nelle sue poesie politiche."
Kaufman diceva della sua stessa opera: "My head is a bony guitar, strung with tongues, plucked by fingers & nails" (la mia testa è una chitarra ossuta, messa insieme con linguette, pizzicata da dita e unghie).

## Opere pubblicate
- Abomunist Manifesto (PDF), San Francisco, City Lights Bookstore, 1959. URL consultato il 25 novembre 2021.
- Second April (PDF), San Francisco, City Lights, 1959. URL consultato il 4 marzo 2020 (archiviato dall'url originale il 27 ottobre 2019).
- Does the Secret Mind Whisper? (PDF), San Francisco, City Lights, 1960. URL consultato il 4 marzo 2020 (archiviato dall'url originale il 27 ottobre 2019).
- Solitudes Crowded with Loneliness, New York, New Directions, 1965, ISBN 978-0811200769.
- Golden Sardine, San Francisco, City Lights, 1967, ISBN 978-0872860261. URL consultato il 25 novembre 2021.
- Watch My Tracks, illustrazioni di Debbie Holland, New York, Knopf, 1971, ISBN 978-0394921587.
- The Ancient Rain: Poems 1956-1978, New York, New Directions, 1981, ISBN 978-0811208017.
- con Janice Blue, Closing Time Till Dawn, San Francisco, The Bob Kaufman Collective, 1986.
- Gerald Nicosia (a cura di), Cranial Guitar, Minneapolis, Coffee House Press, 1995, ISBN 978-1566890380.
- Neeli Cherkovski, Raymond Foye, Tate Swindell (a cura di), Collected Poems of Bob Kaufman, San Francisco, City Lights, 2019, ISBN 978-0872867697.

### Opere tradotte in italiano
Nessuna delle opere di Kaufman è stata tradotta in italiano. Alcune sue poesie sono comparse nelle antologie sulla Beat Generation, per esempio quelle curate da Fernanda Pivano come  Poesia degli ultimi americani, Feltrinelli, 1964, ISBN 978-8807813450.

## Riferimenti cinematografici
And when I die, I won't stay dead è un documentario su Bob Kaufman del 2015, diretto da Billy Woodberry e presentato alla Viennale.

## Nella cultura di massa
Uno dei suoi pezzi compare nella colonna sonora del film Il pesce innamorato di Leonardo Pieraccioni.